# Suratá
Suratá là một khu tự quản thuộc tỉnh Santander, Colombia. Thủ phủ của khu tự quản Suratá đóng tại Suratá Khu tự quản Suratá có diện tích 261 ki lô mét vuông. Đến thời điểm ngày 28 tháng 5 năm 2005, khu tự quản Suratá có dân số 3950 người.